# 스테이지 뷰티
《스테이지 뷰티》(영어: Stage Beauty)는 미국, 영국, 독일에서 제작된 리처드 에어 감독의 2004년 시대극 로맨스 영화이다. 빌리 크루덥, 클레어 데인스 등이 출연하였고, 로버트 드니로 등이 제작에 참여하였다.

## 출연
- 빌리 크루덥
- 클레어 데인스
- 톰 윌킨슨
- 루퍼트 에버릿
- 조이 태퍼
- 리처드 그리피스
- 휴 보너빌
- 벤 채플린
- 에드워드 폭스
- 앨리스 이브
- 톰 홀런더

## 기타 제작진
- 공동 제작: 마이클 드라이어
- 배역: 실레스티아 폭스
- 미술: 짐 클레이
- 의상: 팀 해틀리